# Kultureller Aktivismus
Kultureller Aktivismus bezeichnet kreative Praxis und Aktivitäten, die die vorherrschenden Interpretationen und Konstruktionen der Welt in Frage stellen und alternative soziopolitische und räumliche Vorstellungen in einer Weise präsentieren, die die Beziehungen zwischen Kunst, Politik, bürgerschaftliches Engagement und Publikum in Frage stellt. Er beinhaltet die Nutzung und Schaffung kultureller Produkte zur Förderung des sozialen Wandels und kann u. a. Kunst, Literatur, Musik und Kino umfassen.
Bemerkenswerte Beispiele sind Culture Jamming, Subvertising, Muralling, Rebel Clowning, Urban Knitting, Guerilla Urbanism, Politrock, politisches Theater und viele andere skurrile, gewaltfreie Ansätze für Protest und Aktivismus.